# Apple Valley, Kalifornija
Apple Valley je gradić u američkoj saveznoj državi Kalifornija. Prema popisu stanovništva iz 2010. u njemu je živjelo 69,135 stanovnika.